# Гатки (заповідне урочище)
Заповідне урочище «Гатки» — об'єкт природно-заповідного фонду місцевого значення. Розташований у Звенигородському районі Черкаської області, неподалік від села Квітки. До складу заказника входить водойма штучного походження на околиці села.

## Адміністративна інформація
Площа 1,6 га.
Заповідне урочище створене рішенням Черкаської обласної ради від 08.04.2000 р. № 15-4
Установа, у віданні якої перебуває об'єкт — Селищенська сільська громада.

## Об'єкт охорони
Водойма штучного походження. Утворений внаслідок загачування болота.

## Топоніміка
Старожили села розповідають, що коли в Корсуні проклали залізницю і почав ходити потяг, жителі Квіток були певною мірою відгороджені від міста заболоченою балкою, через що дістатись до потягу було довго. Тоді, щоб скоротити шлях до Завадівського залізничного переїзду, селяни зробили через заболочену балку пересип — гать. Відтоді вся територія в околицях села у цей бік носить назву «Гатки».